# Rachel Haden
Pour les articles homonymes, voir Haden.
Rachel Haden (née le 11 octobre 1971 à New York) est une musicienne rock américaine.

## Biographie
Rachel Haden est l'une des triplées du contrebassiste de jazz Charlie Haden.
Au début des années 1990, Haden joue de la guitare basse pour That Dog, un groupe qui comprend également sa sœur Petra. Sa sœur Tanya contribue au violoncelle sur plusieurs enregistrements de That Dog, mais n'est pas membre officiel du groupe. À cette époque, Rachel Haden joue également de la batterie et est choriste pour Beck sur les chansons Totally Confused et Steve Threw Up et de la batterie pour Pink Noise (Rock Me Amadeus) de Beck.
Plus tard, Haden est devenu l'un des quatre premiers membres du groupe The Rentals, avec Rod Cervera et Patrick Wilson et Matt Sharp de Weezer. En 1996, elle interprète le chant principal de la chanson de Weezer I Just Threw Out the Love of My Dreams, écrite à l'origine pour l'album Songs from the Black Hole abandonné. Haden est le choix de Rivers Cuomo pour jouer le personnage de "bonne fille", Laurel.
En 1999, Haden contribue une reprise de la chanson Poems, Prayers, and Promises à l'album A Tribute to John Denver. À peu près à la même époque, elle joue de la basse et chante en tant que membre de The Martinis, aux côtés du guitariste Joey Santiago et de sa femme Linda Mallari. En 1999, Haden également contribue aux chœurs sur Snoother de The For Carnation sur leur album éponyme.
En 2001, Haden tourne en tant que chanteuse et claviériste suppléant pour Jimmy Eat World et est créditée sur son album Bleed American sorti la même année. Elle contribue au chant de l'album de Dntel Life Is Full of Possibilities. En 2004, Haden, avec ses sœurs Petra et Tanya, enregistre des chansons country traditionnelles sous le nom de Haden Triplets avec leur ami de longue date et ancien membre de Dieselhed (en) Zac Holtzman.
En 2004, elle contribue aux chœurs de quatre chansons de l'album ThinKing de Lucky Pierre . Elle fait de la musique dans la région de Los Angeles, notamment avec la chorale a cappella de sa sœur Petra, The Sell Outs, et en tant que membre de la formation la plus récente de The Rentals. Haden interprète la voix féminine du duo Heartache Vs Heartbreak de l'album Pasadena d'Ozma en 2007. Elle est la voix féminine sur l'album de Fightstar One Day Son, This Will All Be Yours. Elle chante des chœurs sur les morceaux Unfamiliar Ceilings, You & I et la nouvelle face B Gracious.
Haden accompagne l'humoriste Neil Hamburger pendant sa carrière musicale comme l'album Neil Hamburger Sings Country Winners. Elle fait un duo avec Hamburger sur la chanson Please Ask That Clown To Stop Crying. Elle donne sa voix pour un duo avec le groupe de rock alternatif japonais Asian Kung-Fu Generation pour la chanson Hello, Hello.
Haden tourne avec Todd Rundgren fin 2008, remplaçant temporairement le bassiste et collaborateur de longue date de Rundgren Kasim Sulton, qui à l'époque tourne avec Meat Loaf. Elle joue de la guitare basse et chante les chœurs de Brendan Perry lors de sa tournée Ark en 2010. En 2010, sous l'affiche The Haden Triplets, Haden rejoint ses sœurs Petra et Tanya pour chanter le rôle des Parques dans le concept d'Anaïs Mitchell (en), Hadestown. En 2011, elle collabore avec le groupe nerdcore Supercommuter pour la chanson #1 Kyabajo sur l'album Products of Science. Elle contribue au morceau I like Luci (demo) à la compilation de divers artistes, Kat Vox: A CD To Celebrate 20 Years of timmi-kat ReCoRDS sur timmi-kat ReCORDS.
En 2023, Haden enregistre Raging Bill's Jaw, un duo avec Mark Kozelek et Sun Kil Moon.